# Фанон, Франц
Франц Омар Фанон (фр. Frantz Omar Fanon; 20 июля 1925, Фор-де-Франс, Мартиника — 6 декабря 1961, США) — франкоязычный вест-индский революционер, социальный философ и психоаналитик. Один из теоретиков и идейных вдохновителей движения новых левых и революционной борьбы за деколонизацию в странах Третьего мира на протяжении уже более чем четырёх десятилетий.

## Биография

### Мартиника
Франц Фанон родился на принадлежащем Франции острове Мартиника в Карибском море в смешанной семье: его отец был потомком африканских рабов, а мать по одной из линий происходила из Страсбурга в Эльзасе. На Мартинике посещал самое престижное учебное заведение на острове, Lycée Schoelcher, где учился у знаменитого поэта и основателя концепции негритюда Эме Сезера.

### Вторая мировая война
Антиколониальные убеждения Фанона окончательно оформились в годы Второй мировой войны. После оккупации Франции немцами в 1940 году на Мартинике расквартированные здесь вишистские войска подпали под морскую блокаду; в этих условиях значительно участились случаи насилия и домогательств по расистскому принципу со стороны французских солдат. В возрасте восемнадцати лет Фанон, увидевший собственными глазами самые крайние формы колониального расизма, бежал с острова на британскую Доминику, где присоединился к войскам «Свободной Франции». Получив некоторый опыт в составе голлистских сил, после высадки союзников в Нормандии вступил в ряды французской армии и принимал участие в освобождении Франции, в частности, в боях в Эльзасе. После тяжёлого ранения, полученного при Кольмаре в 1944 году, был награждён Военным крестом (Croix de Guerre). Однако уже после форсирования Рейна полк, в котором служил Фанон, был «очищен» по расовому принципу: все темнокожие солдаты, включая Франца, были отправлены назад в Тулон.

### Франция
В 1945 году Фанон вернулся на Мартинику, однако после подготовки и сдачи выпускного экзамена (т. н. бакалавриата) навсегда выехал оттуда. Ещё во время нахождения на острове он принял активное участие в избирательной кампании своего наставника и товарища Эме Сезера, баллотировавшегося в Национальное собрание Четвёртой Республики первого созыва как кандидат Коммунистической партии Франции от Мартиники. Прибыв во Францию, получил высшее образование в Лионском университете, где изучал медицину и психологию, а также посещал лекции по философии (в том числе у Мориса Мерло-Понти), теории литературы и драматургии. Получив диплом психиатра в 1951 году, Фанон продолжал заниматься под руководством каталонского психиатра и ветерана Гражданской войны в Испании Франсуа Токеля (François Tosquelles) и начал работать по специальности. В частности, он сталкивался со случаями неврозов, вызванных колониальным сознанием.
Подыскивая работу, он обращался к Леопольду Сенгору о возможности врачебной практики в Сенегале, но не получил ответа. В итоге он получил место главного врача психиатрической больницы в Нормандии. Уже находясь там, Фанон узнал о вакансии в алжирском городе Блиде. Фанон покинул Францию и перебрался в Алжир, поскольку его привлекала работа в среде колониального народа.

### Алжир
В 1953 году Фанон покинул Францию и выехал в оккупированной ей Алжир, где в годы Второй мировой войны некоторое время был расквартирован его полк. С 1953 по 1956 году возглавлял (chef de service) психиатрическое отделение в госпитале Блида-Жуанвиля в Алжире. После начала Алжирской войны в ноябре 1954 года присоединился к алжирскому движению за независимость, а в 1956 году стал редактором газеты «Воин» («El Moudjahid») — главного печатного издания алжирского Фронта национального освобождения, издававшегося в Тунисе. Таким образом, Франц Фанон стал главным идеологом ФНО и одной из ключевых фигур в среде алжирских борцов за независимость. За это время он много ездил по стране, в основном по району Кабиле, изучая культурную и психологическую жизнь алжирцев.
Весной 1956 года написал своё знаменитое «Письмо министру-резиденту об отставке», в котором окончательно порвал со своим французским ассимиляционным воспитанием и образованием. В результате в январе 1957 года госпиталь в Блиде был закрыт как «рассадник бунтарей», а сам Фанон был выдворен французскими властями из Алжира. Он был вынужден вернуться во Францию, а оттуда тайно выехать в Тунис. В 1960 году Временное правительство Алжира Ахмеда бен Беллы назначило его послом в Республике Гана. В этом качестве он посещал конференции в Аккре, Конакри, Аддис-Абебе, Леопольдвиле (нынешней Киншасе), Каире и Триполи.

### Смерть
После изнурительного переезда через Сахару для открытия Третьего фронта у Фанона была выявлена лейкемия. По совету тунисских специалистов он приезжал на лечение в Советский Союз. После посещения СССР почувствовал некоторое ослабление болезни, что позволило ему успеть закончить своё политическое завещание — известную книгу «Проклятьем заклеймённые» («Весь мир голодных и рабов», «Les damnés de la terre»; русские переводчики обычно не признают в её названии первую строчку из «Интернационала» Эжена Потье и передают его как «Проклятые земли»). Пока он ещё не был прикован к кровати, Франц Фанон читал лекции офицерам Армии национального освобождения (Armée de Libération Nationale) в Гардимао на тунисско-алжирской границе. Совершив последний предсмертный визит к Жану-Полю Сартру в Рим, в силу ухудшившегося состояния здоровья выехал в США. Франц Фанон умер 6 декабря 1961 года в пригороде американской столицы — Бетесде (штат Мэриленд) — под именем Ибрагим Фанон. Он был похоронен в склепе мучеников в Айн Керме на востоке Алжира.

## Произведения
В 1952 году Фанон выступил с книгой «Чёрная кожа, белые маски» («Peau noire, masques blancs»), в которой жёстко обличал расизм и колониализм. Кроме того, в своей книге Фанон подводит к мысли, что характер психических расстройств человека зависит от принадлежности к тому или иному общественному классу, а избавление от расстройств личности как таковых лежит через коренное изменение общественного строя.
Незадолго до его смерти, в 1961 году, увидела свет его книга «Проклятые этой земли» («Les damnés de la terre», строчка из «Интернационала», которая в русском тексте песни переводится как «Проклятьем заклейменный»), ставшей одной из первых попыток теоретического осмысления общественных классов и революции в африканском контексте. Вслед за Карлом Марксом, Фанон искал класс, который был бы наименее заинтересован в сохранении существующего социально-экономического строя. В то время как Маркс в Европе (в метрополии) обрёл его в пролетариате, Фанон в Африке (в колониях) нашёл его в крестьянстве: «… ясно, что в колониальных странах революционными являются только крестьяне. Им нечего терять, а приобретут же они весь мир. Крестьянин — деклассированный и голодный — одним из первых среди эксплуатированных осознает, что только насилие приносит плоды». Система колониального господства является тотальной: она опирается на угнетение и насилие в политике, экономике, культуре, даже в повседневной жизни. Колониализм последовательно уничтожает человека. (В публикации кн. «Проклятые этой земли» в США основную роль сыграл испытавший глубокое влияние Фанона его друг Валлерстайн.)
При этом страдает не только угнетённый — система вызывает психические расстройства и у угнетателя тоже. Однако только угнетённый остро чувствует патологичность колониализма и необходимость тотального с ним разрыва, сопровождающегося насилием. Насилие угнетённого является законным ответом на насилие угнетателя, а наиболее последовательной формой этого насилия является вооружённая борьба. Благодаря идеям этой книги, запрещённой к печати во Франции, Фанон занял в сознании оппозиционных левых интеллектуалов место автора социального евангелия, требовавшего очищения колониальных народов от отсталости через «коллективный катарсис», достигаемый благодаря революционному насилию против угнетателей.
Как подмечает проф. Уолтер Л. Голдфранк (2011): "Фанон наиболее известен своим объяснением созидательных и деструктивных аспектов революционного насилия".

## Влияние
Хотя при жизни Фанон не был ведущим членом ФНО (он занимал ответственные, но не руководящие должности) и его роль в практической борьбе была относительно скромной, он стал одной из фигур, воплотивших дух африканской революции. Воспевая революционное насилие как «великий ответный механизм» угнетённых, Фанон оказал значительное влияние как на национально-освободительные движения Африки и Латинской Америки, так и на леворадикальное движение в западных странах. Идеи Фанона воспринимались как непосредственно, так и через Жана-Поля Сартра, написавшего к книге «Проклятьем заклеймённые» предисловие, а также Герберта Маркузе, приспособившего их к западноевропейским реалиям. Посмертно (в 1964 году) был издан программный сборник Фанона, составленный из написанных в поздние годы жизни кратких произведений, — «К африканской революции» («Pour la révolution africaine»). В этой книге Фанон проявил себя, среди прочего, и как военный стратег.
Антиколониальные установки, изложенные в книге «Проклятьем заклеймённые», оказали значительное влияние на революционных лидеров в разных регионах мира — Че Гевару в Латинской Америке, Малкольма Икс в США, Стива Бико в ЮАР, Али Шариати в Иране. Идеи Фанона в оригинальном ключе развил бразильский педагог Паулу Фрейре. Последователями его идей считали себя «Чёрные пантеры».